# Spacewatch

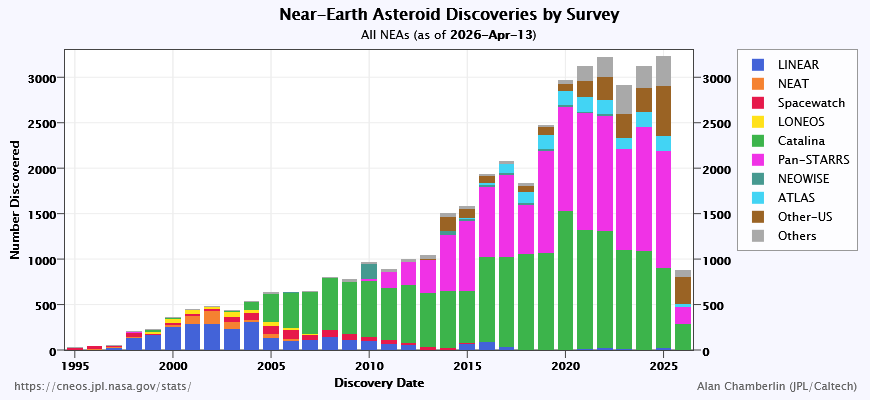
Кількість навколоземних об'єктів знайдених різними проєктами

Spacewatch — проєкт, заснований у 1980 році астрономами Томом Герельсом та Робертом С. Мак-Мілланом в Університеті Аризони. Основна мета Spacewatch — дослідити якомога більше дрібних об'єктів Сонячної системи, опрацювати статистику астероїдів і комет з метою вивчення еволюції Сонячної системи.
У зв'язку зі смертю Тома Герельса, з 2011 року проєктом керує Роберт С. Мак-Міллан.
Станом на 9 жовтня 2014 року, у рамках проєкту було знайдено 97501 об'єктів.

## Історія
1,8-метровий телескоп Spacewatch та його будівля на піку Кітт були відкриті 7 червня 1997 року з метою пошуку раніше невідомих астероїдів та комет[9]. З 1 січня 2003 року Spacewatch здійснив близько 2400 нічних спостережень навколоземних об'єктів[6].
Відбулася модернізація до 0,9 метра, яка була профінансована НАСА та Фондом Кірша.
Проєкт Spacewatch є найтривалішою з усіх існуючих програм астрометрії об'єктів Сонячної системи.

## Відомі відкриття
- Калліррое[3]
- 5145 Фолос[4]
- 9965 GNU[5][6]
- 9885 Лінукс[7]
- 9882 Столмен[8]
- 9793 Торвальдс[9]
- 20000 Варуна[10]
- 60558 Echeclus[11]

Астрономи, задіяні в проєкті, також віднайшли у 2000 році астероїд 719 Альберт, який тривалий час вважався загубленим.